# سلوبودان نوفاكوفيتش
سلوبودان نوفاكوفيتش (بالصربية: Слободан Новаковић)‏ هو لاعب كرة قدم صربي في مركز الدفاع، ولد في 15 أكتوبر 1986 في سوبتيتسا في صربيا. لعب مع سبارتاك سوبتيتسا ونادي بروليتر نوفي ساد ونادي فويفودينا وهايدوك كولا.

## وصلات خارجية
- سلوبودان نوفاكوفيتش على موقع قاعدة بيانات كرة القدم.إي يو (الإنجليزية)
- سلوبودان نوفاكوفيتش على موقع Soccerbase.com (لاعب) (الإنجليزية)
- سلوبودان نوفاكوفيتش على موقع Soccerway.com (الإنجليزية)
- سلوبودان نوفاكوفيتش على موقع عالم كرة القدم.نت (الإنجليزية)